# Gerres philippinus
Gerres philippinus és una espècie de peix pertanyent a la família dels gerrèids.

## Descripció
- Fa 7,1 cm de llargària màxima.[4][5]

## Hàbitat
És un peix marí, de clima tropical i bentopelàgic.

## Distribució geogràfica
Es troba al Pacífic occidental central: les illes Filipines.

## Observacions
És inofensiu per als humans.